# Хиетаниеми, Рами
Ра́ми А́нтеро Хи́етаниеми (фин. Rami Antero Hietaniemi; 28 декабря 1982, Перхо, Финляндия) — финский борец греко-римского стиля, серебряный медалист Чемпионата Европы 2014 года в Вантаа (до 85 кг), бронзовый призёр Чемпионата мира 2011 года в Стамбуле (до 84 кг).
Член сборной Финляндии на летних Олимпийских играх 2012 года в Лондоне; включён в сборную Финляндии на летних Олимпийских играх 2016 года.